# Герцогство Фриуль

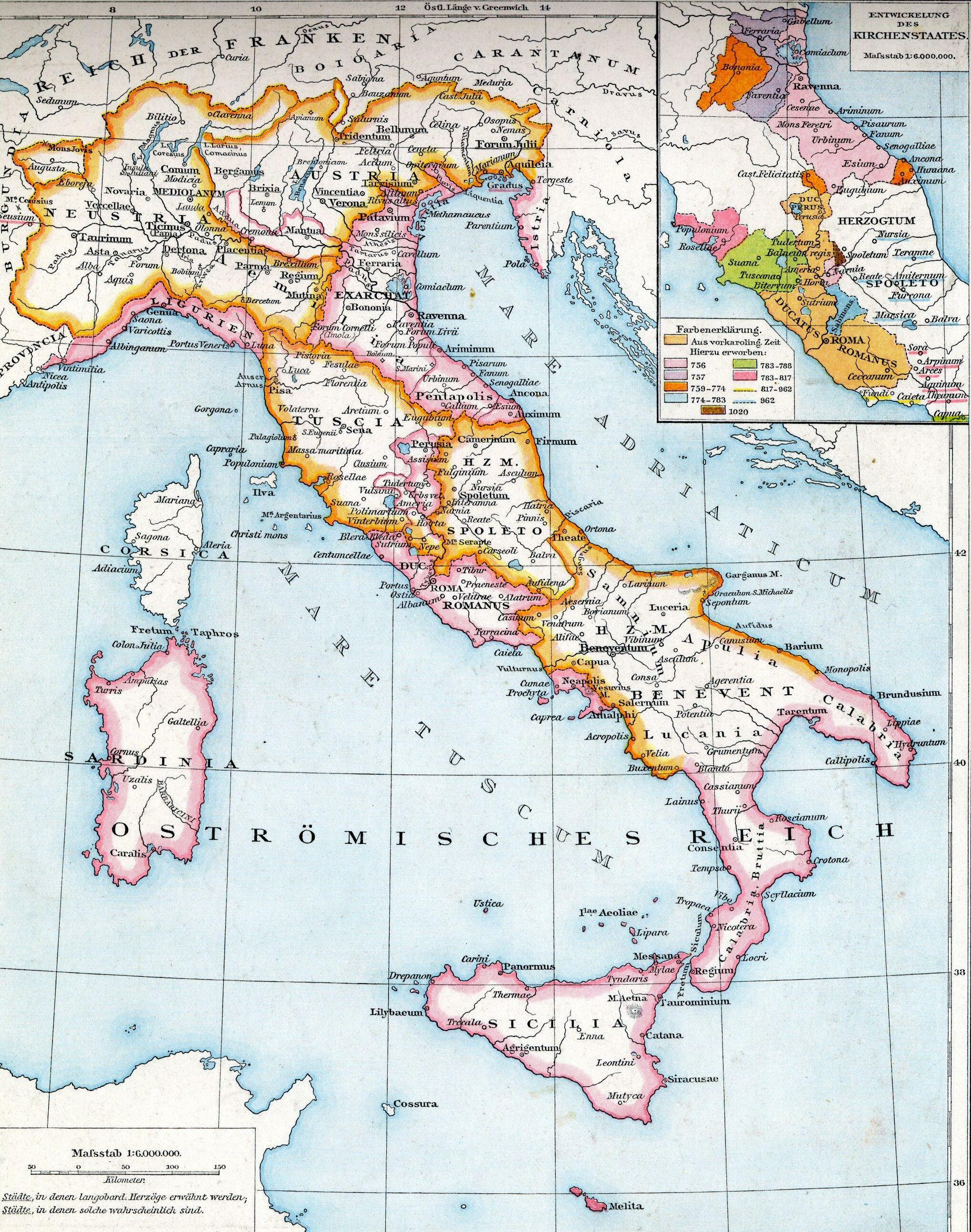
Фриуль в составе Лангобардского королевства

Герцогство Фриульское — одно из самых больших лангобардских герцогств, которое играло роль буфера между Италией и славянами. Вместе с герцогствами Сполето, Беневенто и Трент, Фриульское герцогство часто старалось обрести независимость от короля лангобардов, также вело борьбу с франками на севере и славянами на востоке.

## История
Провинция Фриуль была первой провинцией в Италии, которую завоевали лангобарды под руководством Альбоина в 568 году. Став королём лангобардского королевства, Альбоин поручил правление регионом своему племяннику Гизульфу І.
Несмотря на крайне жестокое завоевание и уничтожение части местного населения, основную массу покорённого населения Фриуля продолжали составлять народные массы галло-романского происхождения, отстранённые от участия в политической жизни страны, которой теперь руководили представители германской знати. Малонаселённые предгорья на востоке герцогства в VIII веке массово колонизировали славяне-хорутане, постоянно конфликтовавшие с лангобардами.
На севере и востоке герцогства располагались Карнийские и Юлийские Альпы, служившие защитой от нападения. На юге герцогство граничило с Равеннским экзархатом и первоначально не имело выхода к морю. С этой стороны часто нападали хорваты, авары, а позже венгры. Западная граница герцогства сначала не была определена, пока дальнейшие завоевания не привели к образованию герцогства Ченеда. Главным городом провинции была Аквилея, однако лангобардские герцоги сделали столицей расположенный к северу город Фриуль (лат. Forum Julii), откуда и название герцогства.
Между 613 и 738 годами фриульские герцоги-лангобарды с переменным успехом воевали с князьями из соседней славянской Карантании за контроль над Восточными Альпами. Отношения между двумя государствами продолжали оставаться сложными вплоть до падения Карантании в 820 году, даже несмотря на то, что обе страны объединяла борьба против единого неприятеля на востоке — Аварского каганата, который прекратил своё существование в 803 году.
После осады Павии в 774 году Карл Великий завоевал герцогство, оставив его герцогом Ротгауда. После гибели последнего в 776 году императоры назначали новыми герцогами франков. В 827 года герцогство было разделено на несколько марок, которые в 846 году были объединены в маркграфство Фриульское.